# Стороженко Олег В'ячеславович
Оле́г В'ячесла́вович Стороже́нко (нар. 18 липня 1985, м. Новоград-Волинський, Житомирська область, Українська РСР — пом. 2 березня 2015, с. Пищевик, Волноваський район, Донецька область, Україна) — український військовослужбовець, бойовий плавець, мічман Військово-морських сил Збройних сил України.

## Життєвий шлях
Народився 1985 року у місті Новоград-Волинський. Переїхав з родиною до м. Бобринець на Кіровоградщину, де закінчив загальноосвітню школу № 5.

### Військова служба
З квітня 2004 по жовтень 2005 проходив строкову військову службу у м. Київ, 101-ша окрема бригада охорони Генштабу, в/ч А0139.
З 1 лютого 2006 по червень 2008 служив за контрактом у 36-ій окремій бригаді берегової оборони ВМС ЗС України, с. Перевальне, АР Крим — на посадах навідника-оператора БМП-2, командира бойової машини, командира розвідувального відділення розвідувального взводу розвідувальної роти.
З червня 2008 — розвідник команди спеціальних операцій 801-го окремого загону боротьби з підводними диверсійними силами та засобами, в/ч А0702, м. Севастополь. В серпні 2013 призначений на посаду техніка команди спеціальних операцій.
З 2010 брав участь у морських навчаннях за програмами НАТО. Водолаз 3 класу. Володів англійською мовою. У 2013—2014 роках брав участь в національному контингенті по боротьбі з піратством в районі Африканського Рогу (Сомалійський півострів) в операціях «Океанський щит» й «Аталанта». Нагороджений двома медалями.
Після окупації Криму російськими військами у березні 2014 року виїхав із Севастополя до Одеси, де продовжив служити Україні на посаді техніка команди спеціальних операцій 801-го загону, в/ч А1420. 10 липня одружився.
З 16 січня 2015 брав участь в антитерористичній операції, на півдні Донецької області.
Загинув 2 березня 2015 в секторі «М» (Маріуполь), в результаті бойового зіткнення з диверсійно-розвідувальною групою противника між селами Павлопіль і Пищевик. Разом з Олегом від пострілу з підствольного гранатомету загинув старший сержант Олександр Стрелюк. Розвідгрупа отримала завдання перевірити блокпост, і коли заїхала до села Пищевик, о 12:40 зіштовхнулася з російськими терористами. В автівці було шестеро бійців, один загинув на місці, другий помер дорогою до лікарні, ще двоє були поранені, один з них — важко.
4 березня з двома загиблими захисниками 801-го загону прощались в Одесі, у Будинку офіцерів. Похований на Ковалівському кладовищі міста Бобринець. Залишились мати, сестра і вагітна дружина Анастасія, народився син.

## Нагороди та вшанування
- Указом Президента України № 270/2015 від 15 травня 2015 року — за особисту мужність і високий професіоналізм, виявлені у захисті державного суверенітету та територіальної цілісності України, вірність військовій присязі, — нагороджений орденом «За мужність» III ступеня (посмертно)[5].
- 2015 року в Бобринецькій ЗОШ № 5 відкрито меморіальну дошку випускникові Олегу Стороженку.